# Troupe de La Monnaie en 1774

## Composition de la troupe duThéâtre de la Monnaieen1774
L'année théâtrale commence le 4 avril 1774 et se termine le 5 mars 1775.
| Acteurs et chanteurs             | Actrices et chanteuses   |
| -------------------------------- | ------------------------ |
| Berger                           | Borremans aînée          |
| Bigottini                        | Borremans cadette        |
| Bultos                           | Calmont                  |
| Calmus                           | de Clagny                |
| Canneel                          | Angélique D'Hannetaire   |
| Chevalier aîné                   | D'Humainbourg cadette    |
| Chevalier cadet                  | Dumorand                 |
| Compain                          | Gontier                  |
| Dazincourt                       | Le Clair                 |
| De Batty                         | Rogier                   |
| Dubois                           | Saint-Quentin            |
| Dubus                            | Sophie Lothaire          |
| Florence                         |                          |
| Grégoire                         |                          |
| Jacobs                           |                          |
| Keyser                           |                          |
| Kneuppel                         |                          |
| Lambert                          |                          |
| Le Comte                         |                          |
| Mees                             |                          |
| Pin                              |                          |
| Soligny                          |                          |
| Danseurs et figurants            | Danseuses et figurantes  |
| Bocquet, maître de ballet        | D'Humainbourg            |
| Fisse                            | Adélaïde                 |
| Jouardin                         | Cambier                  |
| Normand                          | Delisle                  |
| Vanderlinden                     | Forestier                |
| Vincent                          | Julie                    |
| Wauthier                         | Lucile                   |
|                                  | Van Cuyl                 |
|                                  | Vandelaer                |
| Orchestre                        |                          |
| Van Maldere aîné (G.), directeur | L'Artillion              |
| Ambelang                         | Mechtler                 |
| Bauwens                          | Moris                    |
| Borremans                        | Pallet                   |
| de Burbure                       | Parent                   |
| Dewinne                          | Poitiaux                 |
| Dillay                           | Purschka                 |
| Gehot                            | Seyffrith                |
| Gehot (F.)                       | Teniers                  |
| Gehot (R.J.)                     | Vandenbroeck             |
| Godecharle                       | Vandenhouten             |
| Gramm                            | Vandereycken             |
| Heinefetter                      | Vanderplasse             |
| Hinne                            | Van Eeckhout             |
| Ipperseel                        | Van Hamme                |
| Kayser                           | Van Maldere cadet (J.B.) |
| Kneuppel                         | Vicedomini               |
| Langlois                         | Wirth                    |
| Autre personnel                  |                          |
| Bercaville, inspecteur           | D'Humainbourg, souffleur |
| Maisier, caissier                |                          |

### Source
- Bruxelles, Archives générales du Royaume, Administration du Théâtre de Bruxelles, registre 127.